# Bengt Wilhelm Carlberg

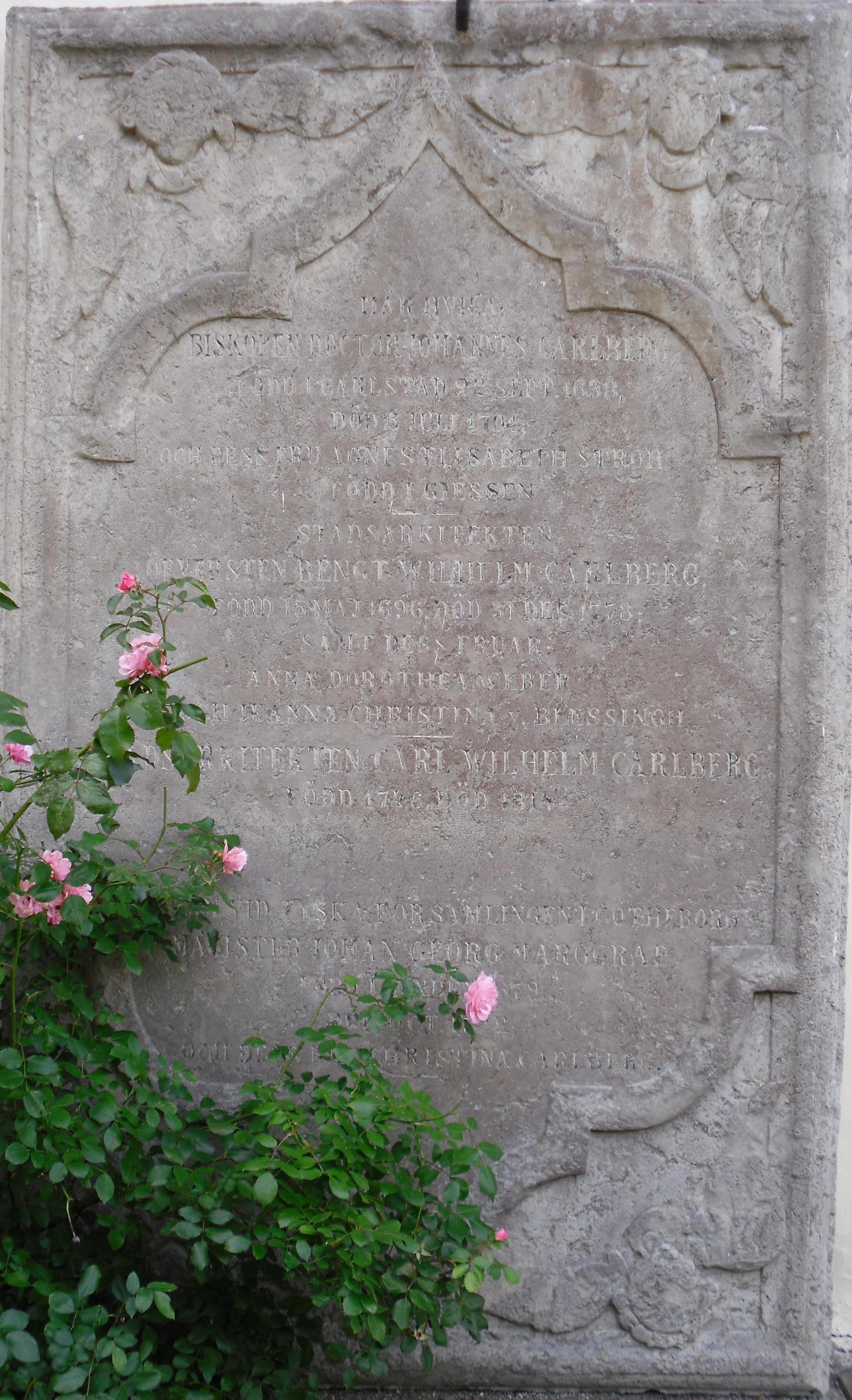
Carlbergs familjegrav vid Örgryte gamla kyrka.

Bengt Wilhelm Carlberg, född 15 maj 1696 på landeriet Burgården i Göteborg, död 31 december 1778 på egendomen Lilla Torp i Örgryte, var en svensk arkitekt, fortifikationsofficer och stadsingenjör i Göteborg 1727–75. Han var son till Johan Carlberg, biskop i Göteborgs stift, och yngre bror till Johan Eberhard Carlberg. 

## Biografi
Efter avslutade skolstudier blev Carlberg volontär vid fortifikationen, och fick där fullmakt som konduktör den 14 januari 1713 och placerades på Nya Elfsborg samt blev 16 maj 1718 löjtnant vid bohuslänska arméns norska fortifikationsfältstat. Han bevistade hela belägringen av Fredriksten vid Fredrikshald. 
Bengt Wilhelm Carlberg var den som fick förtroendet att motta Karl XII:s lik, "då det skulle under inkognito föras ur approcherna till högkvarteret Tistedalen". Om denna händelse skrev han i skriften: Sanfärdig Berättelse, af några få omständigheter som sig tilldrogo den natten då Högtsalig Hans Kongl. Maj:t Konung Karl XII i Tranchéen för Fredrichshall, olyckeligen blef skuten, vilken lämnade stöd åt antagandet att kungen föll för en lönnmördares hand. Carlberg byggde även några skansar i Bohuslän. Han flyttades 1720 till Göteborg på den ordinarie fältstaten.
Med bibehållande av officerstjänsten blev han stadsingenjör i Göteborg den 10 maj 1727 (kunglig fullmakt 7 oktober 1728), och 1728 följde han kung Fredrik I till Alingsås, där han planlade den nya staden. Den 15 oktober 1733 blev han kapten vid 4:e fortifikationsbrigaden, och den 23 juli 1742 major och befälhavare och upprepade gånger kommendant, vid 4:e fortifikationsbrigaden. På Krigskollegiums befallning uppgjorde han ritningar till bland annat arsenalen i Jönköping. År 1742 utförde han undersökning angående en föreslagen "durchfart" mellan Vänern och Göta älv.
Carlberg blev riddare av Svärdsorden 7 november 1748, och utnämndes till generalkvartermästarlöjtnant den 28 februari 1754. Åren 1755-56 var han tidvis tillförordnad landshövding och överkommendant. Den 29 juni 1762 blev Carlberg överste vid 3:e (Skånska-) fortifikationsbrigaden samt överste vid Göteborgs och Bohuslänska brigaden 18 januari 1763.

## Arkitekten
Carlberg förestod bland annat en betydande ombyggnad av Örgryte gamla kyrka 1730–35; kyrkans södra utbyggnad ritades 1775 av sonen Carl Wilhelm Carlberg, som även ritade altaruppsatsen. Senare verk av Bengt Wilhelm Carlberg är Svenska Ostindiska Companiets hus (1762) (ritningarna ändrades dock något av Carl Hårleman) liksom Spinnhuset, Gullbergsbrohemmet (1742), Sahlgrenska huset (1753) och Gamla Fattighuset (1767). Bland Carlbergs övriga byggnadsverk i Göteborg kan nämnas kupolen till Göteborgs domkyrka, som senare förstördes i den stora eldsvådan den 20 december 1802.

## Byggnader i Göteborg – i urval

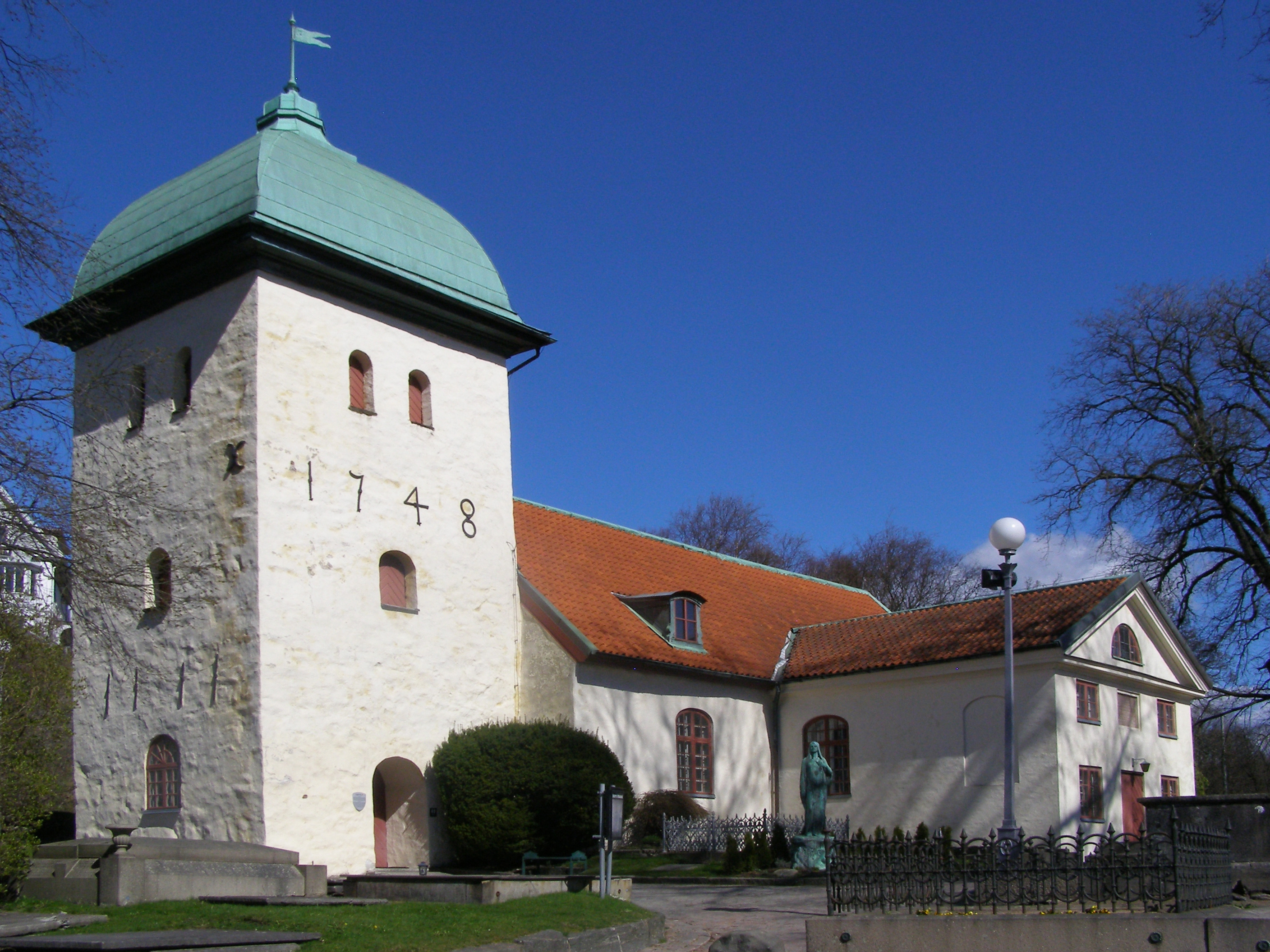
Örgryte gamla kyrka, ombyggnad (1730–35).
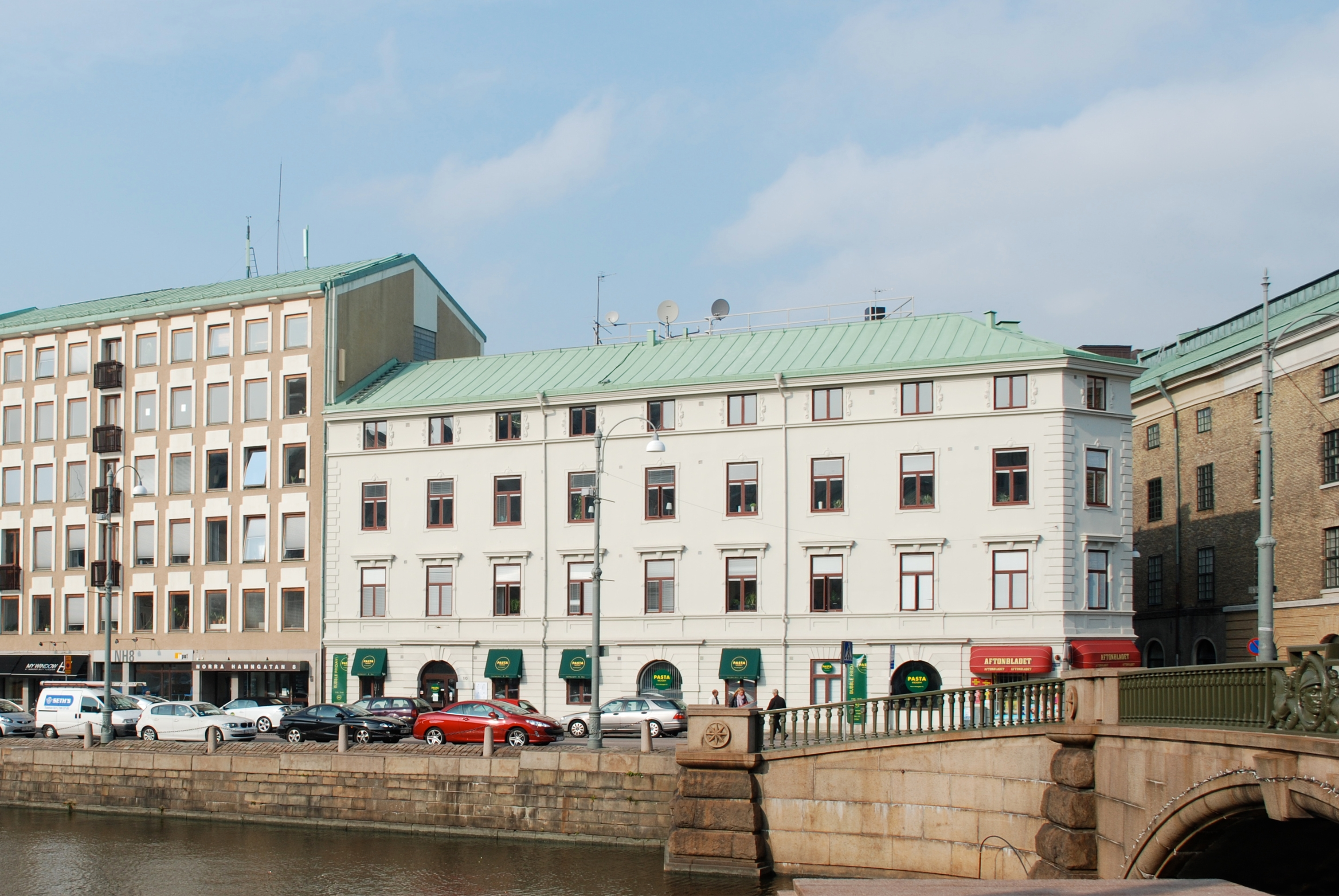
Radheska huset vid Norra Hamngatan 10, tillbyggnad (1732).
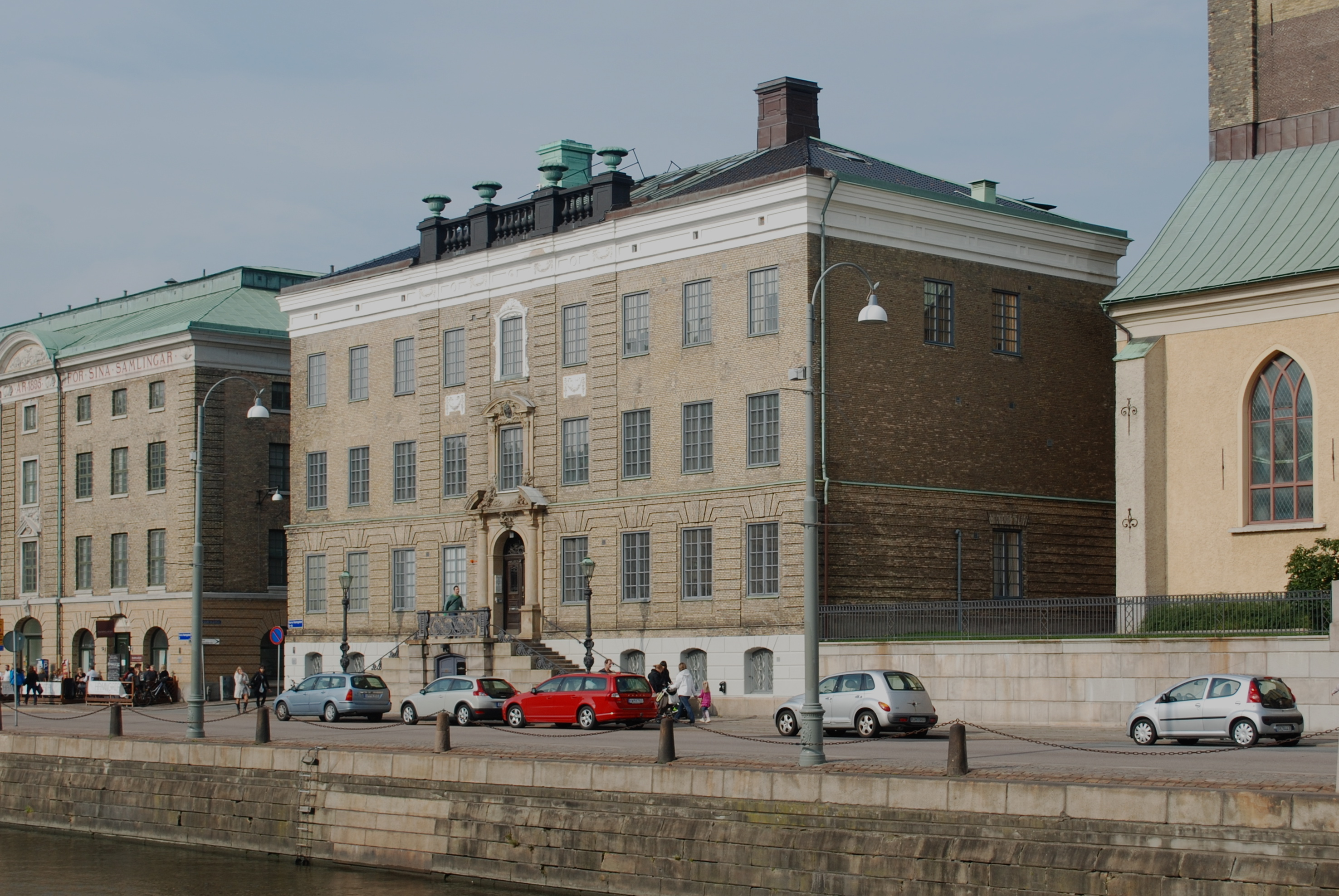
Sahlgrenska huset, (1753), Norra Hamngatan 14.
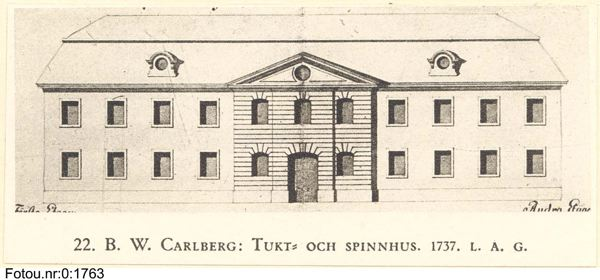
Ursprungligt förslag till "Tukt- och spinnhus" nuvarande Gullbergsbrohemmet, ritning av Bengt Wilhelm Carlberg, (1737).
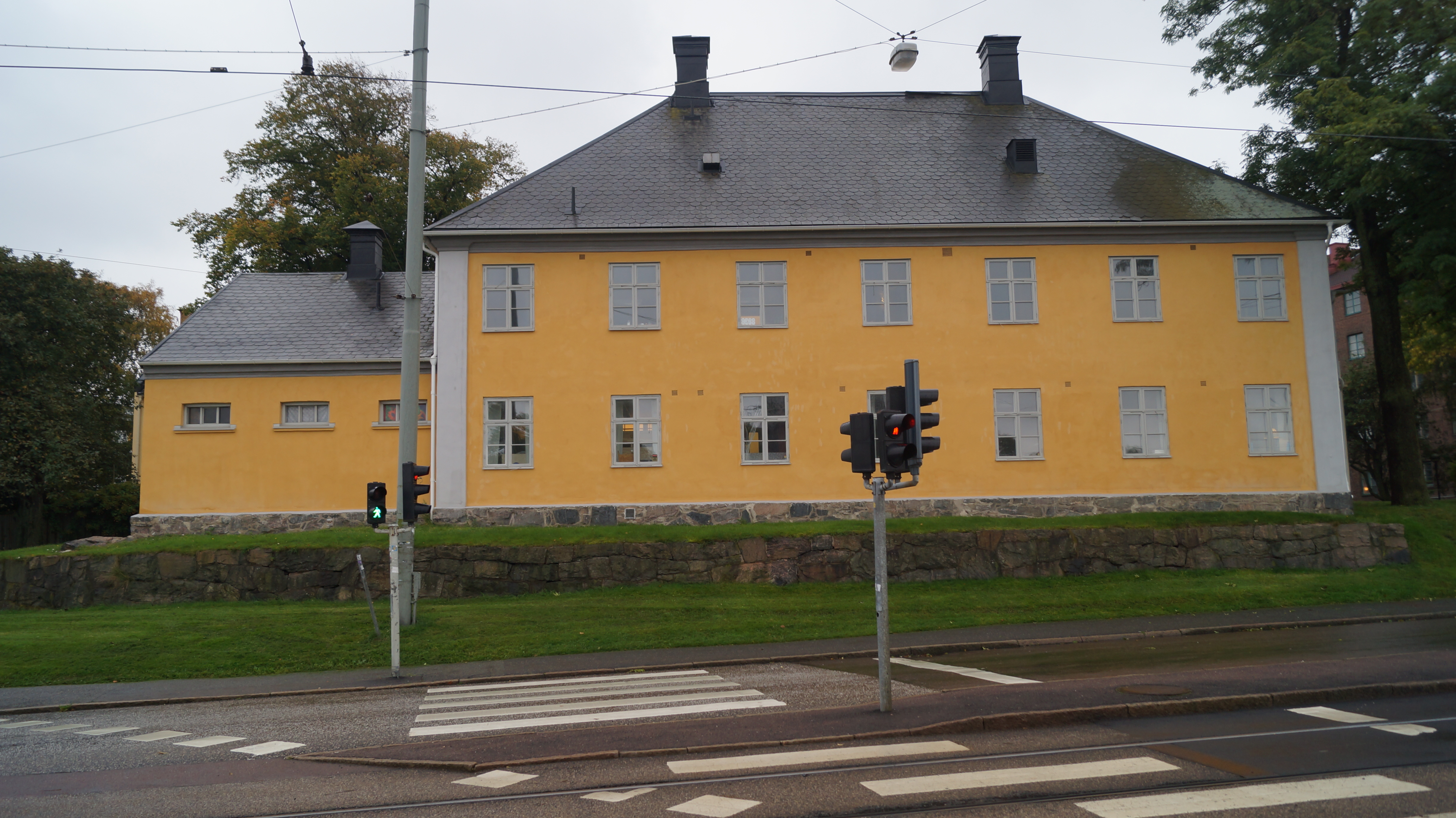
Spinnhuset - Gullbergsbrohemmet vid Svingeln, (1742).
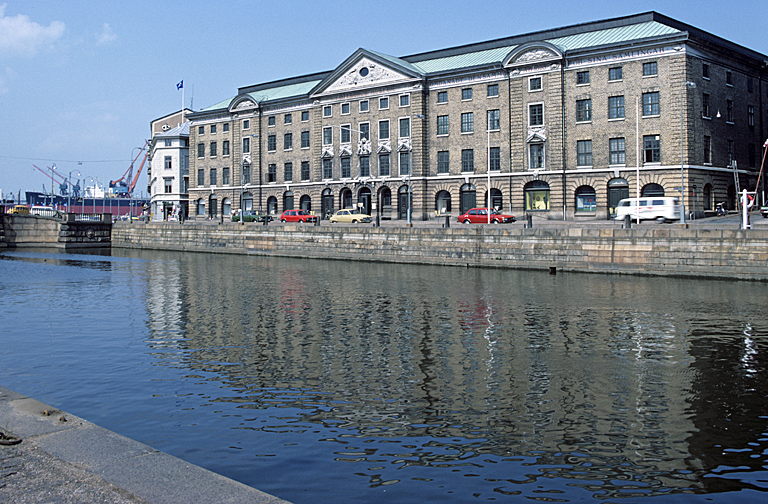
Ostindiska huset vid Norra Hamngatan 12 (1762).
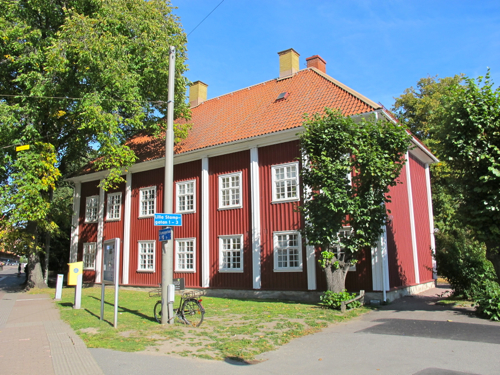
Gamla Fattighuset, (1767), Stampgatan 1.

## Familj
Bengt Wilhelm Carlberg var son till biskopen Johan Carlberg (1638–1701) och Elisabeth Agnes, född Strohin (1660–1717). Han var bror till Johan Eberhard Carlberg.
Bengt Wilhelm Carlberg gifte sig första gången den 17 december 1722 med Anna Dorothea Weber (död 11 maj 1727) och anda gången den 24 juni 1729 med Jeanna Christina von Blessingh (1714–70), dotter till J. A. von Blessingh. Han fick fyra barn i andra äktenskapet; löjtnanten vid fortifikationen Johan Adam (1732–1799), Carl Wilhelm (1746–1814), Lovisa född 13 dec 1749 och gift med Johan Friedrich Schuer, son till kattunsfabrikören Johan Friedrich Schuer och fanjunkare vid Skaraborgs regemente, samt Ulrika, gift med kaptenen vid fortifikationen Henric Liedin.

## Carlbergsgatan
Släkten Carlberg fick 1923 en gata i Göteborg uppkallad efter sig, Carlbergsgatan i stadsdelarna Gårda och Bö. Gatan gick ursprungligen över Underås ägor, som Bengt Wilhelm Carlberg och Johan Carlberg ägde gemensamt.